# Arthromeris tenuicauda
Arthromeris tenuicauda är en stensöteväxtart som först beskrevs av William Jackson Hooker, och fick sitt nu gällande namn av Ren-Chang Ching. Arthromeris tenuicauda ingår i släktet Arthromeris och familjen Polypodiaceae. Inga underarter finns listade.